# James Beaumont
James Beaumont (* 30. März 1988 in Cardiff) ist ein britischer Film- und Theaterschauspieler sowie Synchronsprecher.

## Leben
James Beaumont absolvierte ein Schauspielstudium an der East 15 Acting School in London und zog danach nach Prag. Er ist unter anderem in Netflix- und Amazon-Produktionen zu sehen und in Clips für Mastercard, Škoda Auto, Staropramen und Jägermeister zu hören.

## Rollen (Auswahl)
- Ritter in der Serie Der Brief für den König (2020) (als James Montague Beaumont)
- Constable Cuppins in der Serie Carnival Row (2019–2023)
- Jan Hus (Stimme) in Medieval (2022)
- Lyman in Ein Funken Hoffnung - Anne Franks Helferin (2023)

Für die Komödie Papa's Portable Crematorium von 2014 arbeitete er als Kameramann.